# Candlesby
 (mars 2023).
Candlesby est un village du Lincolnshire, en Angleterre.